# Mango de Texas
El Mango de Texas (en inglés, Texas Panhandle; traducción literal en español, Mango de sartén de Texas) es el extremo norte del estado estadounidense de Texas que consiste en 26 condados, que son —de izquierda a derecha, y de arriba abajo— los siguientes: 1.º Dallam, 2.º Sherman, 3.º Hansford, 4.º Ochiltree, 5.º Lipscomb, 6.º Hartley, 7.º Moore, 8.º Hutchinson, 9.º Roberts, 10.º Hemphill, 11.º Oldham, 12.º Potter, 13.º Carson, 14.º Gray, 15.º Wheeler, 16.º Deaf Smith, 17.º Randall, 18.º Donley, 19.º Armstrong, 20.º Collingsworth, 21.º Parmer, 22.º Castro, 23.º Swisher, 24.º Briscoe, 25.º Hall y 26.º Childress.
La región recibe este nombre por similitud con el mango de una sartén, al igual que los otros Panhandle o Mangos del país: el de Oklahoma, el de Alaska, el de Idaho y el de Florida. Tiene una área de casi 67 000 km², aproximadamente el 10% del área estatal, y en el censo de 2010 tenía una población de unos 428 000 residentes, lo que supone un 1,7 % de la población estatal, lo que indica que la densidad de población en la región es mucho menor que la media estatal. La región limita al norte y oeste con Oklahoma, al sur con el resto del estado de Texas, y al oeste con Nuevo México.
Económicamente, la región es una de las mayores productoras de energía eólica debido a sus fuertes y constantes vientos. La principal ciudad es Amarillo, y más antiguas que esta, están Clarendon, Mobeetie y Tascosa. Esta última ciudad, la capital de los diez condados de la región, se arruinó porque el ferrocarril pasaba demasiado lejos de ella. Así, el periódico The Tascosa Pioneer escribió en 1890: 

Verdaderamente, este es un mundo que no respeta el orden establecido sino que lo vuelve todo patas arriba y al revés y así, el advenedizo se aprovecha de estas tierras y de su riqueza.

## Ciudades
Las ciudades de la región con población superior a 10 000 habitantes son: 
- Amarillo
- Borger
- Canyon
- Dumas
- Hereford
- Pampa

Y algunas otras ciudades importantes, pero de menos de 10 000 habitantes incluyen: 
- Booker
- Bovina
- Cactus
- Canadian
- Childress
- Clarendon
- Claude
- Dalhart
- Dimmitt
- Friona
- Fritch
- Gruver
- Happy
- Memphis
- Panhandle
- Perryton
- Shamrock
- Spearman
- Stinnett
- Stratford
- Sunray
- Texline
- Tulia
- Wellington